# Jean-Pascal Couraud
 (novembre 2020).
Pour les articles homonymes, voir Couraud et JPK.
Jean-Pascal Couraud est né à Poitiers en 1960 et est mort le 16 décembre 1997 à Tahiti. Surnommé JPK, il est un journaliste français de le seconde moitié du XXe siècle.

## Biographie
Jean-Pascal Couraud arrive avec sa famille en Polynésie française à l'âge de cinq ans. Il réalise ses études supérieures en métropole à l'Institut d'études politiques d'Aix-en-Provence avant d'entamer en 1984 sa carrière de journaliste dans le journal Les Nouvelles de Tahiti dont il devient rédacteur en chef en 1986. Il s'y révèle opposant déclaré, à Gaston Flosse, Président de la Polynésie française. En 1988, à la suite d'un article contre lui qui fait scandale, Gaston Flosse fait saisir le journal et JPK doit démissionner. Il se lance dans l'engagement politique notamment au côté de Boris Léontieff, tout en continuant à enquêter sur le pouvoir en place et l'utilisation de fonds publics. En 1996, il participe avec son frère aîné Philippe à la création du parti politique Fetia Api.
Il a eu deux enfants de deux femmes différentes.

## Disparition

### Déroulement de sa dernière journée et 1er enlèvement supposé (15h35-21h)
(mars 2013).
Le 15 décembre 1997, après avoir reçu un appel téléphonique qui le trouble énormément, Jean-Pascal Couraud sort de la mairie d'Arue où il travaillait à 15 h 35. Il existe à partir de cet instant un trou dans l'emploi du temps, la seule certitude est qu'il se trouve à son domicile dans la soirée, ceci résumé dans une lettre trouvée chez Flosse fin décembre 2008, accusant celui-ci alors chef de la Polynésie française ainsi que le chef d'état Français, Jacques Chirac ainsi que les services secrets français, de collusion avec le Gip en ce mois de décembre 1997, d'avoir fait disparaître un journaliste fouillant de trop près les affaires des plus hautes instances françaises de l'époque, cette lettre s'avérant un faux en 2023mais l'enquête continuant toujours néanmoins à l'heure actuelle,,.
Selon Vetea Guilloux, un ancien membre du groupement d'intervention de la Polynésie (GIP), Jean-Pascal Couraud se rend en voiture à Taunoa où habite alors Boris Léontieff et où lui est fixé un rendez-vous. Vetea Guilloux, qui a reçu l'ordre par radio de le suivre discrètement, en reçoit un autre lui demandant d'arrêter la filature. Constatant qu'aucune autre personne ne prend le relais, il décide de la continuer. JPK étant arrivé sur les lieux sort de son 4x4 et prend une pile de dossiers et de classeurs situés dans son habitacle. Il a à peine le temps de s'avancer qu'une fourgonnette blanche arrive. Il est alors 16 h 30. Plusieurs personnes en sortent et enlèvent le journaliste et ses documents. L'agent du GIP Vetea Guilloux se lance alors à leur poursuite. Étant toujours suivi, le fourgon arrive à la flottille de Motu Uta où Jean-Pascal subit un premier interrogatoire. Quant à Vetea, ne pouvant les suivre dans les locaux de la flotte administrative; c'est plus tard le lendemain qu'il saura les circonstances de la mort du journaliste. Il en ressort libre à 17 h, sa documentation ayant été confisquée. Il est alors raccompagné jusqu'à sa Suzuki grise par les GIP qui l'ont kidnappé précédemment. Couraud rentre en voiture chez lui où il restera jusqu'à 21 h.

### 2ème enlèvement supposé ce même jour et décès (21h-23h)
Il a alors une explication orageuse avec sa compagne polynésienne Miri Tatarata, une biologiste engagée dans la protection de l'environnement. Cette dernière découvre dans la nuit un crâne humain dans le lit conjugal et un mot « Quoi que je fasse, où que j'aille, je continuerai à t'aimer », ce qui conduira l'enquête à privilégier comme autre piste la thèse du suicide, JPK ayant fait plusieurs tentatives de suicide dans le passé. Sa compagne Miri appelle sa belle-mère et dit que son fils s'est jeté dans le ravin. Un enlèvement (deuxième si la thèse du premier enlèvement est privilégiée) se serait produit et il sera de nouveau emmené jusqu'à la flottille où attend une embarcation et où auraient déjà été mis les autres documents saisis en milieu d'après-midi (16 h 30). Ils auraient alors constaté qu'il leur manquait un dernier document. Malgré un interrogatoire musclé pendant plus d'1 h 30 min en plongeant et torturant le journaliste à plusieurs reprises (JPK refusant de le leur donner), ils auraient décidé à 23 h après avoir donné un dernier coup de fil de confirmation (et alors qu'il est évanoui) de le noyer. Il aurait donc été lesté de parpaings de 15 kilogrammes aux pieds et plongé aux environs de 2 000 mètres de fond entre Tahiti et Moorea au large de Papeete. Son corps n'a jamais été retrouvé.

## Enquête en cours depuis 2004

### Témoignages (2004-2018)
En juin 2007, pendant l'instruction, maître Jean-Dominique des Arcis, l'avocat de Jean-Pascal Couraud, a fait part de ses soupçons que cette enquête pouvait avoir été à l'origine de l'enlèvement supposé du journaliste.
Selon certains témoignagesdont Vetea Guilloux en octobre 2004, il enquêtait sur des transferts de fonds suspects entre Robert Wan (en), homme d'affaires tahitien proche de Gaston Flosse, président du Gouvernement de la Polynésie française, et du président de la République française Jacques Chirac, lui-même ami intime de ce dernier,, le président de l'époque ayant lui démenti formellement l'existence de celui-ci l'attribuant à la Rumeur, ce afin de lui nuire personnellement.
En septembre 2008, la police a trouvé au domicile de Gaston Flosse une confession non signée, mais attribuée à Vetea Cadousteau, ancien membre du Groupement d'intervention de la Polynésie (GIP), le service d'ordre personnel de Gaston Flosse lorsqu'il était au pouvoir et qui fut dissous en 2006, dans lequel Cadousteau affirmerait avoir assassiné Couraud à la demande de « l'un des deux ex-agents de la DGSE qui dirigeaient un service de renseignement mis en place par Flosse ». Selon ce témoignage, Couraud aurait été torturé puis noyé, son corps étant attaché à des blocs de béton. Mais la lettre s'avère être un faux, dont l'auteur est condamné ensuite dans une affaire similaire le 31 octobre 2013,.
Deux témoins de l'enlèvement seraient morts de façon suspecte : Vetea Cadousteau en 2004 et Firmin Hauata en 2002. Vetea Cadousteau a été retrouvé mort en montagne, en janvier 2004, dans des conditions suspectes.
Vetea Guilloux, ancien membre du GIP, accuse en 2004 deux membres du GIP d'être responsables de la mort de Jean-Pascal Couraud à l'issue d'un interrogatoire musclé en mer. Il se rétracte, puis réitère ses accusations en novembre 2012. D'autres témoignages viennent conforter ses propos.
En octobre 2008, il a été décidé de déclassifier une partie des documents relatifs à cette affaire.
Le 25 juin 2013, deux anciens agents du GIP, Tino Mara et Tutu Manate, sont convoqués dans le bureau du juge d’instruction Jean-François Redonnet et mis en examen pour meurtre, enlèvement et séquestration en bande organisée. Le 15 juillet suivant, c'est au tour de l'ancien chef des GIP et proche de Gaston Flosse, Rere Puputauki, d'être mis en examen, pour enlèvement, séquestration de personne et meurtre commis en bande organisée.
En 2014, de nouvelles preuves seraient apportées quant à la culpabilité des hommes qui auraient enlevé JPK. À l'inverse, la plainte[Laquelle ?] contre le journal Le Monde serait maintenant abandonnée,.
À la suite de ces écoutes clandestines, l'avocat de Rere Putauki, troisième inculpé dans cette affaire, va déposer une nouvelle plainte contre Le Monde vis-à-vis de l'accusation de meurtre,,.
L'audience (nouveau procès) devait avoir lieu le 27 mai 2014 (les écoutes illégales ayant pour l'instant été prises en compte). Après un nouveau rebondissement, l'audience initialement prévue étant une nouvelle fois reportée (l'avocat des accusés demandant et requérant l'annulation des mises en examen, mais celle-ci ne pouvant se faire et se tenir, plusieurs témoins s'étant manifestés dans cette affaire), elle aura donc lieu le 17 juin,.
Après avoir longuement attendu la séance du 17 juin, et malgré de nombreuses preuves trouvées selon l'avocat de la famille Couraud, le parquet a requis la nullité des mises en examen. La chambre d'instruction a mis sa décision en délibéré et rendra son arrêt (peut-être définitif) le 8 juillet 2014. Le 8 juillet, la chambre d'instruction a décidé partiellement la levée de la mise en examen pour meurtre de Tino Mara et Tutu Manate, et les mises sur écoutes sont invalidées par la justice,. Malgré un arrêt du 6 janvier 2015 rejetant les écoutes téléphoniques, un procès aura tout de même lieu en 2016.
Le 15 décembre 2015, cela fait dix-huit ans que Jean-Pascal Couraud a disparu. À cette occasion, le Pacific Freedom Forum réclame la déclassification des documents liés à sa disparition (mais bloqués depuis 2009 par l'État français),.
Le procès de Vetea Guilloux qui devait se tenir à Paris le 5 février après son témoignage en 2004 sur l'éventuel enlèvement de Jean-Pascal Couraud dit 'JPK' dans la soirée du 15 décembre 1997 est renvoyé en appel le 3 décembre 2021. L'affaire, toujours à l'instruction, a connu depuis plusieurs rebondissements avec les mises en examen des trois GIP et plus récemment de l'ex-femme du journaliste, Miri Tatarata, et de l'un de ses meilleurs amis, Francis Stein. C'est d'ailleurs en raison de cette instruction, toujours en cours, que le procès en appel de Vetea Guilloux a été renvoyé.

### Période 2019-2023
Le 28 juin 2019, Miri Tatarata qui fut la compagne de Jean-Pascal Couraud et Francis Stein qui fut son ami sont présentés au juge d’instruction chargé de l’affaire, Frédéric Vue. Ils sont placés en garde à vue puis mis en examen pour meurtre et laissé libres sous contrôle judiciaire. Miri Tatarata et Francis Stein auraient entretenu une relation à l'insu de Jean-Pascal Couraud. La justice a pris en compte des incohérences et des variations dans leurs témoignages à propos de la nuit du 15 au 16 décembre 1997 au cours de laquelle le journaliste a disparu.
Deux anciens agents du Groupement d’intervention de Polynésie (GIP), Tino Mara, Tutu Manate et leur chef de service de l'époque, Léonard, dit Rere, Puputauki, sont toujours mis en examen pour enlèvement et séquestration en bande organisée, depuis mi-2013, dans le cadre de l'information ouverte sur la disparition du journaliste d'investigation.
En décembre 2020, Francis Stein dépose une première plainte contre X pour violation du secret de l’instruction, après la publication dans un journal d’un arrêt de la chambre de l’instruction, avant même de l’avoir reçu lui-même. Le 1er avril 2021, il dépose une autre plainte pour faux témoignage, à l’encontre de la mère de JPK, « après avoir pu prendre connaissance des éléments à charge », 2 000 cotes qu’il a minutieusement décortiquées. C’est elle qui, la première fois, alerte les enquêteurs sur l’état de cette portière, puis son conjoint (aujourd’hui décédé), parlant de « décalage de plusieurs centimètres » et de « difficulté à la refermer ». Selon Francis Stein, ce soir-là, il serait retourné à son véhicule récupérer une lampe torche pour chercher JPK dans la pénombre et aurait mal refermé sa portière, pouvant laisser penser qu’elle était endommagée.
Le 30 mars 2021, le conseil constitutionnel donne raison à l'avocat de Stein concernant la première plainte.
Après ces deux plaintes, Stein écrit en juillet 2021 au président Emmanuel Macron une lettre ouverte demandant l'autorisation d'utiliser les écoutes réalisées en 2013 pour pouvoir organiser sa défense. En septembre, il obtient le renvoi de l'instruction de son dossier de mise en examen de septembre 2020 pour le meurtre de Jean-Pascal Couraud.
Après sa mise en examen confirmée en octobre 2022, Stein demande en janvier 2023 un aménagement  de son contrôle judiciaire afin de pouvoir se rendre en métropole. Le juge d'instruction chargé de l'affaire refuse cette demande[réf. nécessaire].

### Documentaires audio et vidéo
- Pierre Hurel et Damien Vercaemer, « Dans les eaux troubles de Tahiti », Sept à huit, TF1, 6 février 2005, avec le témoignage de Vetea Guilloux.
- Patrick Pesnot, Rendez-vous avec X, France Inter, émissions du 8 et 15 septembre 2007.
- Benoît Collombat, « Des requins en eaux troubles », Interception, France Inter, 16 décembre 2007.
- Magali Serre et Christian Gaudin, « Jean-Pascal Couraud, mort sous les tropiques », Pièces à conviction no 68, France 3, 20 juin 2008.
- Olivier Toscer, « JPK, l'homme qui faisait trembler Tahiti », Spécial investigation, Canal+, reportage prévu le 6 mais finalement diffusé le 8 septembre 2010.
- Arnaud Hudelot, Une goutte de liberté dans l'océan, film diffusé sur France Ô, prix spécial du Jury Festival du film de Groix, Sélection FIFO 2013, relate l'histoire de Tahiti-Pacifique Magazine et une petite partie en est consacrée à JPK.